# Уралан-ПЛЮС
«Уралан плюс», «Уралан Плюс» — российский футбольный клуб из Москвы. Основан в 1997 году. Лучшее достижение в первенстве России — 3-е место в зоне «Запад» второго дивизиона в 2002 году.

## Прежние названия
- 1997—1999 — «Москабельмет»
- 2000—2001 — «Лотто-МКМ»
- 2002—2003 — «Уралан Плюс»

## История
Любительская команда, выступавшая на уровне турниров Москвы и Московской области, существовала и ранее, с 1983 года её содержал производитель электрических проводов и кабелей ЗАО «Москабельмет».
В 1997—1999 годах команда выступала в Первенстве КФК. В 1997 и 1999 годах выиграла турнир в московской зоне, а на финальных соревнованиях заняла, соответственно, 4-е и 2-е место.
Обретя спонсора в лице итальянской фирмы Lotto, команда была включена в турнир второго дивизиона, в дебютный сезон на профессиональном уровне зяняла 5-е место в зоне «Центр», на следующий год была переведена в зону «Запад», там заняла 11-е место.
С 2002 года клуб стал фарм-клубом элистинского «Уралана». Переименованная в «Уралан Плюс» команда заняла 3-е место в зоне «Запад».
Перед началом сезона 2003 года руководством любительского ФК «Пресня» предпредпринимались попытки получить место во втором дивизионе путём объединения с одной из команд ПФЛ. В итоге из-за юридических нюансов объединения не произошло, но большое количество игроков «Пресни» оказалось в заявке команды «Уралан Плюс», на игры которой приходили болельщики «Пресни». Из-за недостаточного финансирования ФК «Уралан Плюс» снялся с первенства 2003 года после восьми туров и был расформирован. Созданная в 1999 году ДЮСШ «Москабельмет» (ДЮСШ «МКМ») продолжила функционировать. ЧУДО «ДЮСШ „МКМ“» было ликвидировано в 2018 году.